# Sekulići, Danilovgrad
Sekulići este un sat din comuna Danilovgrad, Muntenegru. Conform datelor de la recensământul din 2003, localitatea are 143 de locuitori (la recensământul din 1991 erau 162 de locuitori).

## Demografie
În satul Sekulići locuiesc 106 persoane adulte, iar vârsta medie a populației este de 34,8 de ani (35,2 la bărbați și 34,3 la femei). În localitate sunt 46 de gospodării, iar numărul mediu de membri în gospodărie este de 3,11.
|  |

| Demografie | Demografie | Demografie |
| An         | Locuitori  | Locuitori  |
| ---------- | ---------- | ---------- |
|            |            |            |
|            |            |            |
|            |            |            |
|            |            |            |
| 1948       | 108        |            |
| 1953       | 107        |            |
| 1961       | 110        |            |
| 1971       | 118        |            |
| 1981       | 171        |            |
| 1991       | 162        | 155        |
| 2003       | 143        | 143        |

| \| Componența etnică conform recensământului din 2003[2] \| Componența etnică conform recensământului din 2003[2] \| Componența etnică conform recensământului din 2003[2] \| Componența etnică conform recensământului din 2003[2] \| Componența etnică conform recensământului din 2003[2] \| \| ----------------------------------------------------- \| ----------------------------------------------------- \| ----------------------------------------------------- \| ----------------------------------------------------- \| ----------------------------------------------------- \| \| \| \| \| \| \| \| Muntenegreni \| Muntenegreni \| \| 93 \| 65,03% \| \| Sârbi \| Sârbi \| \| 16 \| 11,18% \| \| Iugoslavi \| Iugoslavi \| \| 4 \| 2,79% \| \| Croați \| Croați \| \| 1 \| 0,69% \| \| necunoscută \| necunoscută \| \| 29 \| 20,27% \| |              |  |    |        |
| Componența etnică conform recensământului din 2003 |              |  |    |        |
| |              |  |    |        |
| Muntenegreni | Muntenegreni |  | 93 | 65,03% |
| Sârbi | Sârbi        |  | 16 | 11,18% |
| Iugoslavi | Iugoslavi    |  | 4  | 2,79%  |
| Croați | Croați       |  | 1  | 0,69%  |
| necunoscută | necunoscută  |  | 29 | 20,27% |